# Nationale Kulturinstitute in der Europäischen Union

Logo von EUNIC

Die Nationalen Kulturinstitute der Europäischen Union (EUNIC für englisch: European Union National Institutes for Culture) ist die Vereinigung von Organisationen der Mitgliedsstaaten der Europäischen Union, die sich für kulturelle Beziehungen einsetzen. EUNIC wurde am 21. Februar 2007 in Brüssel gegründet.

## Aufgabe und Organisation
EUNIC hat derzeit 38 Mitglieder aus allen EU-Mitgliedstaaten und organisiert sich in einem Netzwerk von 133 Clustern in 103 Ländern weltweit (Stand 03/2022).
Die EUNIC-Mitglieder sind über ihre nationalen Grenzen hinaus in kulturellen und verwandten Bereichen tätig. Es handelt sich dabei um nationale Institutionen, Kulturinstitute oder andere Kulturorganisationen, die für eine staatliche Einrichtung oder im Namen einer solchen tätig sind und ihren Sitz in einem EU-Mitgliedstaat haben. EUNIC vereint sowohl Kulturinstitute, die unabhängig von den nationalen Regierungen arbeiten, als auch staatliche Einrichtungen und Ministerien.
Cluster sind die Zweigstellen des Netzwerks, die weltweit dort eingerichtet werden, wo mindestens drei EUNIC-Mitglieder vertreten sind. Die Cluster unterhalten kulturelle Beziehungen und führen gemeinsam mit Partnerorganisationen Aktivitäten durch. Zu den assoziierten Mitgliedern oder strategischen Partnern eines Clusters gehören beispielsweise regionale Kulturinstitute (wie das baskische Kulturinstitut Etxepare Euskal Institutua im EUNIC-Cluster Brüssel oder das katalanische Kulturinstitut Institut Ramon Llull im EUNIC-Cluster Paris), lokale Vertretungen der Europäischen Kommission, sowie auch Bildungseinrichtungen (wie die Universität Oslo im Cluster Oslo) oder zivilgesellschaftliche Organisationen.
EUNIC setzt sich für eine zentrale Rolle der Kultur in den internationalen Beziehungen ein und ist ein strategischer Partner der EU bei der aktiven Gestaltung der europäischen Kulturpolitik. EUNIC ist eine Plattform für den Wissensaustausch und den Kompetenzaufbau unter seinen Mitgliedern und Partnern. Das Kulturverständnis von EUNIC umfasst die Bereiche Kunst, Kreativwirtschaft, Entwicklungszusammenarbeit, Digitalisierung, Bildung, Gender, Kulturerbe, Menschenrechte, Sprache und Mehrsprachigkeit, soziale Integration, Sport, Nachhaltigkeit, Tourismus, Jugend und andere.
Die Vollversammlung aller EUNIC-Mitglieder findet zwei Mal pro Jahr statt und ist u. a. zuständig für die strategische Steuerung, die Wahl des sechsköpfigen Vorstandes (zweijährig), der Präsidentschaft (einjährig) und die Zulassung neuer EUNIC-Cluster weltweit.

## Vorstand
| Periode   | Präsident/in            |
| --------- | ----------------------- |
| 2006–2007 | David Green             |
| 2007–2008 | Emil Brix               |
| 2008–2009 | Hans-Georg Knopp        |
| 2009–2010 | Finn Anderson           |
| 2010–2011 | Horia-Roman Patapievici |
| 2011–2012 | Ana Paula Laborinho     |
| 2012–2013 | Delphine Borione        |
| 2013–2014 | Charles-Etienne Lagasse |
| 2014–2015 | Annika Rembe            |
| 2015–2016 | Rafael Rodriguez-Ponga  |
| 2016–2017 | Michael Metz Mørch      |
| 2017–2018 | Koen Verlaeckt          |
| 2018–2019 | Augustin Favereau       |
| 2019–2020 | Roberto Vellano         |
| 2020–2021 | Cees de Graaff          |
| 2021–2022 | Guzmán Palacios         |
| 2022–2023 | Johannes Ebert          |

## Mitglieder
- Belgien – Wallonie-Bruxelles International, Flemish Department of Foreign Affairs
- Bulgarien – Bulgarisches Ministerium für Kultur, Bulgarisches Kulturinstitut
- Dänemark – Dänisches Kulturinstitut
- Deutschland – Goethe-Institut, Institut für Auslandsbeziehungen e. V. (ifa)
- Estland – Estnisches Institut
- Finnland – Kultur- und Wissenschaftsinstitute Finnlands
- Frankreich – Stiftung Alliance Française, Institut français, Französisches Ministerium für Europa und Auswärtige Angelegenheiten
- Griechenland – Griechisches Ministerium für Auswärtige Angelegenheiten, Hellenische Kulturstiftung
- Irland – Culture Ireland
- Italien – Società Dante Alighieri, Italienisches Ministerium für Auswärtige Angelegenheiten und internationale Zusammenarbeit
- Kroatien – Stiftung Haus von Kroatien als Teil des kroatischen Außenministeriums
- Lettland – Lettische Agentur für Forschung und Entwicklung
- Litauen – Litauisches Kulturinstitut
- Luxemburg – Luxemburgisches Ministerium für Auswärtige und Europäische Angelegenheiten
- Malta – Maltesischer Kulturrat
- Niederlande – DutchCulture
- Österreich – Bundesministerium Europäische und Internationale Angelegenheiten, Österreich Institut GmbH
- Polen – Polnisches Ministerium für Auswärtige Angelegenheiten, Adam Mickiewicz Institut
- Portugal – Instituto Camões
- Rumänien – Rumänisches Kulturinstitut
- Schweden – Schwedisches Institut
- Slowakei – Slowakisches Ministerium für Auswärtige Angelegenheiten
- Slowenien – Slowenisches Ministerium für Auswärtige Angelegenheiten
- Spanien – Instituto Cervantes, Spanische Agentur für internationale Entwicklungskooperation
- Tschechien – Tschechische Zentren
- Ungarn – Ungarisches Ministerium für Auswärtige Angelegenheiten und Handel
- Vereinigtes Königreich – British Council (Assoziiertes Mitglied auf globaler Ebene)
- Zypern – Organisation für europäische Programme und Kulturbeziehungen